# Prokazîne, Starobilsk
Prokazîne (în ucraineană Проказине) este un sat în comuna Lîman din raionul Starobilsk, regiunea Luhansk, Ucraina.

## Demografie
Componența lingvistică a localității Prokazîne
     Ucraineană (94,62%)
     Rusă (5,38%)
Conform recensământului din 2001, majoritatea populației localității Prokazîne era vorbitoare de ucraineană (94,62%), existând în minoritate și vorbitori de rusă (5,38%).